# ترانه‌شناسی کاظم عالمی
کاظم عالمی (زاده ۲۹ اسفند ۱۳۳۳) موسیقی‌دان، آهنگساز و تنظیم‌کننده برجسته موسیقی پاپ و سنتی ایرانی است. 
| خواننده        | نام ترانه                    | ترانه‌سرا                 | آهنگساز              | تنظیم      |
| -------------- | ---------------------------- | ------------------------ | -------------------- | ---------- |
| ابی            | جدایی                        | مسعود امینی              | پرویز مقصدی          | کاظم عالمی |
| ابی            | قبله                         | مسعود امینی              | سیاوش قمیشی          | کاظم عالمی |
| اکبر گلپایگانی | من تو را آسان نیاوردم به دست | جهانبخش پازوکی           | جهانبخش پازوکی       | کاظم عالمی |
| امید           | عاشق                         | هما میرافشار             | کاظم رزازان          | کاظم عالمی |
| امید           | هردو عاشق                    | جهانبخش پازوکی           | جهانبخش پازوکی       | کاظم عالمی |
| امید           | یَمین اِتیم                    | کایاهان                  | کایاهان              | مؤمن سالار |
| امید           | یَمین اِتیم                    | کایاهان                  | کایاهان              | کاظم عالمی |
| امید           | روزگار                       | مسعود امینی              | کاظم رزازان          | کاظم عالمی |
| امید           | حرف نگفته (مست)              | جهانبخش پازوکی           | جهانبخش پازوکی       | کاظم عالمی |
| امید           | حیف که نمیشه                 | مسعود امینی              | کاظم عالمی           | کاظم عالمی |
| امید           | زنده‌باد زندگی                | مسعود امینی              | مرتضی برجسته         | کاظم عالمی |
| امید           | اگر مانده بودی               | هما میرافشار             | کاظم عالمی           | کاظم عالمی |
| امید           | عاشقتم                       | مسعود امینی              | مجید منتظر           | کاظم عالمی |
| امید           | یاران                        | م. پرتو و فریدون علیخانی | کاظم عالمی           | کاظم عالمی |
| امید           | سرباز میهن                   | امید و مجید منتظر        | امید و مجید منتظر    | کاظم عالمی |
| امید           | آغوش                         | بابک صحرایی              | کاظم عالمی           | کاظم عالمی |
| بهرام فروهر    | مگه تموم عمر چندتا بهاره     | جهانبخش پازوکی           | جهانبخش پازوکی       | کاظم عالمی |
| بهرام فروهر    | آوا                          | رامین                    | بهرام فروهر          | کاظم عالمی |
| بهرام فروهر    | خوش اومدی                    | جهانبخش پازوکی           | جهانبخش پازوکی       | کاظم عالمی |
| بهرام فروهر    | چرخ و فلک                    | جهانبخش پازوکی           | جهانبخش پازوکی       | کاظم عالمی |
| بیژن مرتضوی    | به من نخند                   | سعید دبیری               | صدرالدین مهوان       | کاظم عالمی |
| بیژن مرتضوی    | بهونه گیر                    | لیلا کسری                | بیژن مرتضوی          | کاظم عالمی |
| بیژن مرتضوی    | حماسه                        | حماسه                    | بیژن مرتضوی          | کاظم عالمی |
| پویا           | قطره باران                   | جهانبخش پازوکی           | جهانبخش پازوکی       | کاظم عالمی |
| پویا           | خاطرات                       | جهانبخش پازوکی           | جهانبخش پازوکی       | کاظم عالمی |
| پویا           | خداحافظ                      | جهانبخش پازوکی           | جهانبخش پازوکی       | کاظم عالمی |
| پویا           | غروب ساحل                    | جهانبخش پازوکی           | جهانبخش پازوکی       | کاظم عالمی |
| پویا           | سفر                          | اکبر ذولقرنین            | کاظم عالمی           | کاظم عالمی |
| پویا           | مام وطن                      | نیره فروتن               | جهانبخش پازوکی       | کاظم عالمی |
| پویا           | نقش                          | رحمان شکوفه‌پور           | عارف ابراهیم‌پور      | کاظم عالمی |
| جمشید          | گریز                         | سینا بیات                | سینا بیات            | کاظم عالمی |
| جمشید          | همسر                         | بهزاد نیری               | کاظم عالمی           | کاظم عالمی |
| جمشید          | سپیده                        | مهین آبادانی             | کاظم عالمی           | کاظم عالمی |
| جمشید          | ای خدا                       | شاهرخ حورمی              | جمشید                | کاظم عالمی |
| جمشید          | عشق بچگی                     | پندار                    | کاظم عالمی           | کاظم عالمی |
| جهان           | خبر تازه                     | دکتر کرامتی              | جواد اسفندیاری       | کاظم عالمی |
| جهان           | نگاه کن                      | فروغ فرخزاد              | کاظم عالمی           | کاظم عالمی |
| جهان           | ساده دل                      | هما میرافشار             | جهان                 | کاظم عالمی |
| جهان           | غربت اجباری                  | جهانبخش پازوکی           | جهانبخش پازوکی       | کاظم عالمی |
| جهان           | جاده عشق                     | جهانبخش پازوکی           | جهانبخش پازوکی       | کاظم عالمی |
| جهان           | گناهم را ببخش                | جهانبخش پازوکی           | جهانبخش پازوکی       | کاظم عالمی |
| حسن شجاعی      | ضامن آهو                     | بیژن سمندر               | حسن شماعی‌زاده        | کاظم عالمی |
| حسن شجاعی      | دروازه‌بان                    | حسن شجاعی                | حسن شجاعی            | کاظم عالمی |
| حسن شماعی‌زاده  | چین چین دامن                 | همایون هوشیارنژاد        | حسن شماعی‌زاده        | کاظم عالمی |
| حسن شماعی‌زاده  | گلبرگ                        | همایون هوشیارنژاد        | حسن شماعی‌زاده        | کاظم عالمی |
| حسن شماعی‌زاده  | مامانم                       | بیژن سمندر               | حسن شماعی‌زاده        | کاظم عالمی |
| حسن شماعی‌زاده  | من تورو می‌خوام               | بیژن سمندر               | حسن شماعی‌زاده        | کاظم عالمی |
| حسن شماعی‌زاده  | یکی به دادم برسه             | هما میرافشار             | حسن شماعی‌زاده - محلی | کاظم عالمی |
| حسن شماعی‌زاده  | جونم فدات                    | همایون هوشیارنژاد        | حسن شماعی‌زاده        | کاظم عالمی |
| حسن شماعی‌زاده  | بشکن آهسته                   | مینا جلالی               | حسن شماعی‌زاده        | کاظم عالمی |
| حسن شماعی‌زاده  | آسمونا                       | مینا جلالی               | حسن شماعی‌زاده        | کاظم عالمی |
| حسن شماعی‌زاده  | عروس و داماد                 | محلی                     | حسن شماعی‌زاده        | کاظم عالمی |
| حمیرا          | ده بهار                      | جهانبخش پازوکی           | جهانبخش پازوکی       | کاظم عالمی |
| حمیرا          | دور از دیار                  | معینی کرمانشاهی          | علی تجویدی           | کاظم عالمی |
| حمیرا          | بذار عاشقت باشم              | جهانبخش پازوکی           | جهانبخش پازوکی       | کاظم عالمی |
| حمیرا          | عطر نگاه                     | هما میرافشار             | کیومرث سلیم‌پور       | کاظم عالمی |
| حمیرا          | ای بخت                       | جهانبخش پازوکی           | جهانبخش پازوکی       | کاظم عالمی |
| حمیرا          | وقتی که رفتی مردم            | مسعود فردمنش             | داود بهبودی          | کاظم عالمی |
| حمیرا          | سرنوشت                       | جهانبخش پازوکی           | جهانبخش پازوکی       | کاظم عالمی |
| حمیرا          | دو عاشق                      | جهانبخش پازوکی           | جهانبخش پازوکی       | کاظم عالمی |
| حمیرا          | تو بودی                      | بیژن ترقی                | علی تجویدی           | کاظم عالمی |
| داریوش         | همصدا                        | اردلان سرفراز            | فرید زلاند           | کاظم عالمی |
| داوود بهبودی   | حالا حالاها                  | مسعود فردمنش             | داوود بهبودی         | کاظم عالمی |
| داوود بهبودی   | مسافر                        | مسعود فردمنش             | داوود بهبودی         | کاظم عالمی |
| دلارام         | گل عشق                       | جهانبخش پازوکی           | جهانبخش پازوکی       | کاظم عالمی |
| ستار           | قدم رنجه                     | مسعود امینی              | کاظم عالمی           | کاظم عالمی |
| ستار           | نازگلک                       | منیره طاها               | کاظم عالمی           | کاظم عالمی |
| ستار           | پناه                         | جهانبخش پازوکی           | جهانبخش پازوکی       | کاظم عالمی |
| ستار           | گل کینه                      | امیرفرخ تجلی             | امیرفرخ تجلی         | کاظم عالمی |
| ستار           | چشم بادومی                   | هما میرافشار             | محمد حیدری           | کاظم عالمی |
| ستار           | سرنوشت                       | دکتر ظفر                 | دکتر سنجری           | کاظم عالمی |
| ستار           | یگانگی                       | هومن ذکایی               | کاظم عالمی           | کاظم عالمی |
| ستار           | غمنومه                       | شهین حنانه               | تورج شعبانخانی       | کاظم عالمی |
| ستار           | راوی                         | مهدی داوودی              | کاظم عالمی           | کاظم عالمی |
| سروش           | دلهره                        | بابک صحرائی              | حسن شماعی‌زاده        | کاظم عالمی |
| سروش           | خداحافظی                     | جهانبخش پازوکی           | جهانبخش پازوکی       | کاظم عالمی |
| سیاوش سهراب    | جنگل چشمات                   | بابک رادمنش              | بابک رادمنش          | کاظم عالمی |
| سیاوش قمیشی    | طفلکی                        | ژاکلین                   | سیاوش قمیشی          | کاظم عالمی |
| شاهرخ          | ایران عروسی کرده             | مسعود امینی              | کاظم عالمی           | کاظم عالمی |
| شاهرخ          | دیره دیره                    | مسعود امینی              | سیاوش قمیشی          | کاظم عالمی |
| شاهرخ          | دل ما بین                    | مسعود امینی              | کاظم عالمی           | کاظم عالمی |
| شاهرخ          | یادگاری                      | مسعود امینی              | شاهرخ                | کاظم عالمی |
| شاهرخ          | عتیقه                        | هما میرافشار             | کاظم عالمی           | کاظم عالمی |
| شاهرخ          | تب                           | هما میرافشار             | بازسازی              | کاظم عالمی |
| شاهرخ          | عمرو باختی                   | هما میرافشار             | شاهرخ                | کاظم عالمی |
| شاهرخ          | نازکی                        | هما میرافشار             | کاظم عالمی           | کاظم عالمی |
| شاهرخ          | میمیرم                       | هما میرافشار             | محلی                 | کاظم عالمی |
| شاهرخ          | فتنه                         | هما میرافشار             | کاظم عالمی           | کاظم عالمی |
| شاهرخ          | ماه شب چهارده                | هما میرافشار             | کاظم عالمی           | کاظم عالمی |
| شاهرخ          | کوه دماوند                   | هما میرافشار             | کاظم عالمی           | کاظم عالمی |
| شاهرخ          | گلدسته                       | هما میرافشار             | کاظم عالمی           | کاظم عالمی |
| شاهرخ          | لعبت                         | هما میرافشار             | بخش اول (مراکشی)     | کاظم عالمی |
| شاهرخ          | لعبت                         | هما میرافشار             | شاهرخ                | کاظم عالمی |
| شاهرخ          | با دست پس می‌زنی              | هما میرافشار             | شاهرخ                | کاظم عالمی |
| شاهرخ          | همه عشق                      | کوروش انگالی             | سلیمان واثقی         | کاظم عالمی |
| شکیلا          | ارثیه‌های عاطفی               | جهانبخش پازوکی           | جهانبخش پازوکی       | کاظم عالمی |
| شکیلا          | ردای عاشقی                   | جهانبخش پازوکی           | جهانبخش پازوکی       | کاظم عالمی |
| شکیلا          | زندگی                        | جهانبخش پازوکی           | جهانبخش پازوکی       | کاظم عالمی |
| شکیلا          | پیر فرزانه                   | حافظ                     | حسین علیزاده         | کاظم عالمی |
| شکیلا          | دلیجان عشق                   | ژاکلین                   | ژاکلین               | کاظم عالمی |
| شکیلا          | مرغک خیال                    | جهانبخش پازوکی           | جهانبخش پازوکی       | کاظم عالمی |
| شکیلا          | دل مجنون                     | حافظ، مولوی              | محمدرضا شجریان       | کاظم عالمی |
| شکیلا          | معبود (اشک)                  | مولوی                    | کاظم عالمی           | کاظم عالمی |
| شکیلا          | غم یار                       | باباطاهر                 | علی توانگر           | کاظم عالمی |
| شکیلا          | بانی عالم                    | نیره فروتن               | جهانبخش پازوکی       | کاظم عالمی |
| شکیلا          | مرغ سحر                      | ملک‌الشعرای بهار          | مرتضی نی‌داوود        | کاظم عالمی |
| شکیلا          | تک درخت                      | نواب صفا                 | عباس شاپوری          | کاظم عالمی |
| شکیلا          | غوغای ستارگان                | کریم فکور                | همایون خرم           | کاظم عالمی |
| شکیلا          | بیداد زمان                   | بیژن ترقی                | پرویز یاحقی          | کاظم عالمی |
| شکیلا          | رسوای زمانه                  | کریم فکور                | همایون خرم           | کاظم عالمی |
| شکیلا          | آشفته حالی                   | معینی کرمانشاهی          | علی تجویدی           | کاظم عالمی |
| شکیلا          | سوغاتی                       | اردلان سرفراز            | محمد حیدری           | کاظم عالمی |
| شکیلا          | آهوی وحشی                    | حافظ                     | فریدون پویان         | کاظم عالمی |
| شورانگیز       | مهر سکوت                     | جهانبخش پازوکی           | جهانبخش پازوکی       | کاظم عالمی |
| شورانگیز       | باغ غزل                      | جهانبخش پازوکی           | جهانبخش پازوکی       | کاظم عالمی |
| شورانگیز       | مادر                         | جهانبخش پازوکی           | جهانبخش پازوکی       | کاظم عالمی |
| شهلا سرشار     | نشکن نشکن                    | هما میرافشار             | کاظم عالمی           | کاظم عالمی |
| شهلا سرشار     | غزل‌خوان                      | لیلا کسری                | محمد حیدری           | کاظم عالمی |
| شهلا سرشار     | دختر آفتاب                   | بیژن سمندر               | کاظم عالمی           | کاظم عالمی |
| شهلا سرشار     | گوشیز                        | تورج نگهبان              | همایون خرم           | کاظم عالمی |
| شهلا سرشار     | اعتراف                       | جهانبخش پازوکی           | جهانبخش پازوکی       | کاظم عالمی |
| شهلا سرشار     | گشت                          | جهانبخش پازوکی           | جهانبخش پازوکی       | کاظم عالمی |
| شهلا سرشار     | عاشقانه با دلم رفتار کن      | جهانبخش پازوکی           | جهانبخش پازوکی       | کاظم عالمی |
| شهلا سرشار     | کهنه شراب                    | جهانبخش پازوکی           | جهانبخش پازوکی       | کاظم عالمی |
| شهلا سرشار     | گل اشک                       | هما میرافشار             | محلی، کاظم عالمی     | کاظم عالمی |
| شهلا سرشار     | صیاد                         | محلی                     | محلی                 | کاظم عالمی |
| شهلا سرشار     | کبوتر عشق                    | هما میرافشار             | محمد حیدری           | کاظم عالمی |
| شهلا سرشار     | نازارک                       | هما میرافشار             | کاظم عالمی           | کاظم عالمی |
| شهلا سرشار     | میخونه                       | هما میرافشار             | محلی شیرازی          | کاظم عالمی |
| شهلا سرشار     | گریه‌های مستی                 | هما میرافشار             | محمد حیدری           | کاظم عالمی |
| شهلا سرشار     | نازنین                       | هما میرافشار             | محلی کردی            | کاظم عالمی |
| شهلا سرشار     | جدایی                        | هما میرافشار             | محمد حیدری           | کاظم عالمی |
| شهلا سرشار     | میگذره                       | امیل                     | جهانبخش پازوکی       | کاظم عالمی |
| شهرام صولتی    | کبوتر                        | ملیحه اکبری              | صمد نوریان           | کاظم عالمی |
| شهرام صولتی    | خواب                         | مسعود امینی              | سیاوش قمیشی          | کاظم عالمی |
| شهرام صولتی    | صبر                          | شهرام صولتی              | شهرام صولتی          | کاظم عالمی |
| شهرام صولتی    | میمیرم                       | ایرج رزمجو               | ترکی                 | کاظم عالمی |
| شهرام صولتی    | آهو خانوم                    | جهانبخش پازوکی           | جهانبخش پازوکی       | کاظم عالمی |
| شهرام صولتی    | الهی                         | سعید مهناویان            | سعید مهناویان        | کاظم عالمی |
| شهرام صولتی    | دعا                          | شهاب                     | کاظم عالمی           | کاظم عالمی |
| شهرام صولتی    | پشیمونی                      | همایون هوشیارنژاد        | سیاوش قمیشی          | کاظم عالمی |
| شهرام صولتی    | یواش‌یواش                     | صمد نوریان               | صمد نوریان           | کاظم عالمی |
| شهرام صولتی    | دلم گرفته                    | هومن                     | سیاوش قمیشی          | کاظم عالمی |
| شهرام صولتی    | عشقمو ازم تو نگیر            | پرویز صبری               | حسین واثقی           | کاظم عالمی |
| شهرام صولتی    | آتیش به انبار                | هما میرافشار             | کاظم عالمی           | کاظم عالمی |
| شهرام صولتی    | پرنده‌ها                      | مسعود فردمنش             | سیاوش قمیشی          | کاظم عالمی |
| شهرام صولتی    | رفتن تو                      | مسعود امینی              | کاظم عالمی           | کاظم عالمی |
| شهرام صولتی    | مادر                         | شهره صولتی               | شهرام صولتی          | کاظم عالمی |
| شهرام صولتی    | شما                          | مسعود امینی              | کاظم عالمی           | کاظم عالمی |
| شهرام صولتی    | وسوسه                        | مسعود فردمنش             | شهرام صولتی          | کاظم عالمی |
| شهرام صولتی    | گل بادوم                     | هما میرافشار             | کاظم عالمی           | کاظم عالمی |
| شهرام صولتی    | کویر                         | ژاکلین                   | ژاکلین               | کاظم عالمی |
| شهرام صولتی    | ایمان                        | جهانبخش پازوکی           | جهانبخش پازوکی       | کاظم عالمی |
| شهرام صولتی    | قشنگ خانوم                   | جهانبخش پازوکی           | جهانبخش پازوکی       | کاظم عالمی |
| شهرام صولتی    | خاک                          | مسعود امینی              | مهرداد آسمانی        | کاظم عالمی |
| شهرام صولتی    | پرواز                        | مسعود فردمنش             | مهرداد آسمانی        | کاظم عالمی |
| شهرام صولتی    | تنها                         | آزاده                    | سیروس صولتی          | کاظم عالمی |
| شهرام صولتی    | دیدی سرمون چی اومد           | مسعود امینی              | مهرداد آسمانی        | کاظم عالمی |
| شهرام صولتی    | دلبر                         | همایون هوشیارنژاد        | مهرداد آسمانی        | کاظم عالمی |
| شهرام صولتی    | الماس                        | ژاکلین                   | ملودی ترکی           | کاظم عالمی |
| شهرام صولتی    | چشمات                        | مسعود امینی              | مهرداد آسمانی        | کاظم عالمی |
| شهرام صولتی    | طلوع                         | همایون هوشیارنژاد        | حسن شماعی‌زاده        | کاظم عالمی |
| شهره صولتی     | خرم‌آباد                      | مسعود امینی              | کاظم عالمی           | کاظم عالمی |
| شهره صولتی     | عیدی                         | حسین واثقی               | حسین واثقی           | کاظم عالمی |
| شهره صولتی     | شکوفه                        | مسعود فردمنش             | سیاوش قمیشی          | کاظم عالمی |
| شهره صولتی     | عروسی                        | هما میرافشار             | سیاوش قمیشی          | کاظم عالمی |
| شهره صولتی     | سفر                          | ژاکلین                   | ژاکلین               | کاظم عالمی |
| شهیاد          | خونه                         | ژاکلین                   | کاظم عالمی           | کاظم عالمی |
| شیفته          | فاصله‌ها                      | جهانبخش پازوکی           | جهانبخش پازوکی       | کاظم عالمی |
| شیفته          | خیال نکن                     | جهانبخش پازوکی           | جهانبخش پازوکی       | کاظم عالمی |
| شیفته          | به تو قلبمو میدم             | جهانبخش پازوکی           | جهانبخش پازوکی       | کاظم عالمی |
| شیفته          | بهاران                       | جهانبخش پازوکی           | جهانبخش پازوکی       | کاظم عالمی |
| عارف           | گریه نکن                     | عماد رام                 | عماد رام             | کاظم عالمی |
| عارف           | خونه                         | زویا زاکاریان            | سیاوش قمیشی          | کاظم عالمی |
| فتانه          | ماه نخشب                     | منصور خراسانی            | بیژن قادری           | کاظم عالمی |
| فتانه          | بسمه                         | ایرج فتحی                | ایرج فتحی            | کاظم عالمی |
| فتانه          | چه کنم چیکار کنم             | جمشید شیبانی             | جمشید شیبانی         | کاظم عالمی |
| فرامرز آصف     | اندک اندک                    | مسعود امینی              | فرامرز آصف           | کاظم عالمی |
| فرامرز آصف     | اندک اندک                    | مسعود امینی              | فرامرز آصف           | Rob Shrock |
| فرامرز آصف     | ننه                          | فرامرز آصف               | فرامرز آصف           | کاظم عالمی |
| فرامرز آصف     | ننه                          | فرامرز آصف               | فرامرز آصف           | Rob Shrock |
| فرخ            | آبادان                       | اردلان سرفراز            | فرخ                  | کاظم عالمی |
| فرخ            | گیس گلابتون                  | اردلان سرفراز            | فرخ                  | کاظم عالمی |
| فرزین          | شما                          | مسعود امینی              | کاظم عالمی           | کاظم عالمی |
| فرزین          | گل تو بودی                   | مسعود امینی              | کاظم عالمی           | کاظم عالمی |
| فرشته          | سلامت می‌کنم ایران            | جهانبخش پازوکی           | جهانبخش پازوکی       | کاظم عالمی |
| فرشته          | عزیز سخت‌گیر                  | جهانبخش پازوکی           | جهانبخش پازوکی       | کاظم عالمی |
| فرشته          | چرخ و فلک                    | جهانبخش پازوکی           | جهانبخش پازوکی       | کاظم عالمی |
| فرشته          | قرن تازه                     | جهانبخش پازوکی           | جهانبخش پازوکی       | کاظم عالمی |
| فرشته          | رهایی                        | جهانبخش پازوکی           | جهانبخش پازوکی       | کاظم عالمی |
| مارتیک         | عجب بهاریه                   | جهانبخش پازوکی           | جهانبخش پازوکی       | کاظم عالمی |
| مارتیک         | صدف و سنگ                    | جهانبخش پازوکی           | جهانبخش پازوکی       | کاظم عالمی |
| معین           | دلبَرم دلبَر                   | مهین عَمید                | آهنگ محلی            | کاظم عالمی |
| معین           | کرشمه                        | عارف قزوینی              | عارف قزوینی          | کاظم عالمی |
| معین           | ترمه و اطلس                  | هما میرافشار             | آهنگ محلی            | کاظم عالمی |
| معین           | چگونه چگونه                  | لیلا کسری                | معین                 | کاظم عالمی |
| معین           | وقتی نیستی                   | جهانبخش پازوکی           | جهانبخش پازوکی       | کاظم عالمی |
| معین           | ایران                        | علیرضا میبدی             | جهانبخش پازوکی       | کاظم عالمی |
| معین           | دیگر چه خواهی                | اردلان سرفراز            | معین                 | کاظم عالمی |
| معین           | اگه داشتم تورو               | لیلا کسری                | کاظم رزازان          | کاظم عالمی |
| معین           | باز آمَدَم                     | بیژن ترّقی                | محلی شیرازی          | کاظم عالمی |
| معین           | عاشقانه                      | فروغ فرخزاد              | کاظم عالمی           | کاظم عالمی |
| معین           | معمّا                         | فریدون علیخانی           | کاظم عالمی           | کاظم عالمی |
| معین           | سایه                         | هما میرافشار             | معین                 | کاظم عالمی |
| معین           | عشق موندگار                  | فریدون علیخانی           | کاظم عالمی           | کاظم عالمی |
| معین           | سوز دل                       | جهانبخش پازوکی           | جهانبخش پازوکی       | کظم عالمی  |
| معین           | الهه ناز (بازخوانی)          | کریم فکور                | اکبر محسنی           | کاظم عالمی |
| معین           | بهانه                        | مریم قاضی                | کاظم عالمی           | کاظم عالمی |
| معین           | این چه عشقیست                | فروغ فرخزاد              | کاظم عالمی           | کاظم عالمی |
| معین           | رویا                         | ژاکلین                   | کاظم عالمی           | کاظم عالمی |
| معین           | ستاره                        | ژاکلین                   | کاظم عالمی           | کاظم عالمی |
| معین           | ملاقات                       | ژاکلین                   | ژاکلین               | کاظم عالمی |
| معین           | خون سیاوش                    | بابک صحرایی              | بابک بیات            | کاظم عالمی |
| معین           | گل ناز دارم (بازخوانی)       | بهمن علاءالدین           | محلی لری             | کاظم عالمی |
| معین           | آتش دل (بازخوانی)            | حسن صدر سالک             | عبدالحسین برازنده    | کاظم عالمی |
| معین           | آدمیت                        | فریدون مشیری             | کاظم عالمی           | کاظم عالمی |
| منوچهر سخایی   | خانومی                       | هما میرافشار             | کاظم عالمی           | کاظم عالمی |
| منوچهر سخایی   | همکلاسا                      | جهانبخش پازوکی           | جهانبخش پازوکی       | کاظم عالمی |
| منوچهر سخایی   | دلم خوش نیست                 | جهانبخش پازوکی           | جهانبخش پازوکی       | کاظم عالمی |
| مهستی          | مسافر                        | جهانبخش پازوکی           | جهانبخش پازوکی       | کاظم عالمی |
| مهستی          | عزیزم                        | جهانبخش پازوکی           | جهانبخش پازوکی       | کاظم عالمی |
| مهستی          | سایه عشق                     | جهانبخش پازوکی           | جهانبخش پازوکی       | کاظم عالمی |
| مهستی          | عشق پاک                      | جهانبخش پازوکی           | جهانبخش پازوکی       | کاظم عالمی |
| مهستی          | نامه                         | جهانبخش پازوکی           | جهانبخش پازوکی       | کاظم عالمی |
| مهستی          | قدیما                        | جهانبخش پازوکی           | جهانبخش پازوکی       | کاظم عالمی |
| مهستی          | بابت عشق (گرفتار)            | جهانبخش پازوکی           | جهانبخش پازوکی       | کاظم عالمی |
| مهستی          | کجا رفتی                     | جهانبخش پازوکی           | جهانبخش پازوکی       | کاظم عالمی |
| مهستی          | غرور شکستنی                  | جهانبخش پازوکی           | جهانبخش پازوکی       | کاظم عالمی |
| مهستی          | بنشین کنار من                | جهانبخش پازوکی           | جهانبخش پازوکی       | کاظم عالمی |
| مهستی          | تو میای در نظرم              | جهانبخش پازوکی           | کاظم عالمی           | کاظم عالمی |
| مهستی          | مادر                         | جهانبخش پازوکی           | جهانبخش پازوکی       | کاظم عالمی |
| مهستی          | درِ بسته                      | جهانبخش پازوکی           | جهانبخش پازوکی       | کاظم عالمی |
| مهرداد آسمانی  | گل                           | مسعود فردمنش             | مهرداد آسمانی        | کاظم عالمی |
| مهرداد آسمانی  | قلب پاره پاره                | همایون هوشیارنژاد        | مهرداد آسمانی        | کاظم عالمی |
| مهرداد آسمانی  | ماه من                       | ژاکلین                   | ژاکلین               | کاظم عالمی |
| ناهید          | تورو از دست نمیدم            | جهانبخش پازوکی           | جهانبخش پازوکی       | کاظم عالمی |
| نازنین         | نگاه                         | هما میرافشار             | فرید زلاند           | کاظم عالمی |
| نازنین         | کنیز                         | هما میرافشار             | فرید زلاند           | کاظم عالمی |
| نوید           | درگیر                        | جهانبخش پازوکی           | جهانبخش پازوکی       | کاظم عالمی |
| نوید           | آخرش چی                      | جهانبخش پازوکی           | جهانبخش پازوکی       | کاظم عالمی |
| هایده          | عاشقترین                     | امیر کعبه‌ای              | حسین واثقی           | کاظم عالمی |
| هایده          | یه روز (بدرود)               | امیر کعبه‌ای              | حسین واثقی           | کاظم عالمی |
| هوشمند عقیلی   | چه خبر از ایران              | جهانبخش پازوکی           | جهانبخش پازوکی       | کاظم عالمی |
| هوشمند عقیلی   | عادت                         | جهانبخش پازوکی           | جهانبخش پازوکی       | کاظم عالمی |